# تشاه ماهي (رستاق)
تشاه ماهي (بالفارسية: چاه ماهی) هي قرية تقع في إيران في Rostaq Rural District. يقدر عدد سكانها بـ 68 نسمة بحسب إحصاء 2016.